# トラートFC
トラート・フットボールクラブ（タイ語: ตราด เอฟซี, 英語: Trat Football Club）は、タイ王国のトラート県をホームタウンとするサッカークラブ。クラブエンブレムには象（象の島「チャーン島」）がデザインされている。

## 歴史
2012年、リージョナルリーグ・ディヴィジョン2の中部・東部リーグで3位になり、チャンピオンズリーグに進出した。チャンピオンズリーグではグループBで優勝し、タイ・ディヴィジョン1リーグ昇格を決めた。ディヴィジョン2リーグ優勝決定戦ではグループA優勝のアユタヤFCに2戦合計3-3（アウェーゴール）で敗れた。

## タイトル
- なし

## 過去の成績
| シーズン | ディビジョン               | 順位 | FAカップ   |
| -------- | -------------------------- | ---- | ---------- |
| 2012     | ディヴィジョン2 中部・東部 | 3位  | 3回戦[注1] |
| 2013     | ディヴィジョン1            | 7位  | 4回戦      |
| 2014     | ディヴィジョン1            | 7位  | 4回戦      |
| 2015     | ディヴィジョン1            |      |            |

注
1. ^ トラートFCは3回戦でアーミー・ユナイテッドFCに勝利したが、未登録選手を起用したことにより失格となった。

## 歴代所属選手
- カッシアティ・ジルダス・ラビー 2013-2014
- 大友慧 2014
- 杉下聖哉 2014-2015
- 川上典洋 2015
- 片野寛理 2018, 2021-2023
- ロンサナ・ドゥンブヤ 2019
- 斎藤彰人 2025-